# Kogo shūi
Kogo Shūi (古語拾遺?) è un documento storico shintoista del periodo Heian (794-1185). Compilato da Imbe no Hironari, un funzionario del governo, nell'807 (Daidō 2) utilizzando materiale trasmesso oralmente da diverse generazioni del clan Imbe.

## Storia
Si ritiene che sia stato scritto il 13 febbraio Daidō 2 (807). Alcuni manoscritti lo datano al primo anno dell'era Daidō (806). Tuttavia, nella postfazione, c'è un'iscrizione che recita: "Hōkon, Hijiri Hakobu hajimete hirake... takara-reki ishin ni" (Proprio ora, la fortuna dell'Imperatore è cambiata per il meglio per la prima volta... nel primo anno della nuova era). Ciò indica che la data è successiva al 18 maggio 806 (passaggio dal 25º anno dell'era Enryaku al primo anno dell'era Daidō), suggerendo che datarlo al primo anno dell'era Daidō è sbagliato.
L'articolo del 10 agosto del primo anno di Daidō (806) nel Nihon Kōki afferma che "ci fu una sentenza imperiale su un caso presentato e combattuto dai clan Nakatomi e Imbe, che andava avanti da tempo". I teorici del "primo anno di Daidō" per la composizione del Kogo Shūi considerano come prova documentale la data di questa sentenza imperiale. Tuttavia, ciò è contraddetto dal testo, che si basa sugli eventi del 10 agosto.

## Autore
Non si sa nulla di Imbe no Hironari tranne che fu promosso da Shōroku-inojō (?, 正六位上, Sesto rango senior, grado superiore) a Jugoinoge (従五位下?, Quinto rango junior, grado inferiore), come affermato nell'articolo del 17 novembre 808 del Nihon Kōki. Per inciso, si dice che questa promozione fu probabilmente dovuta ai suoi eccellenti servizi al Daijosai (la prima offerta cerimoniale di riso da parte di un imperatore appena intronizzato). Tuttavia, il titolo di "quinto rango" è riportato nella postfazione di questo libro, ma nell'807 (Daidō 2) il suo titolo avrebbe dovuto essere shōroku-inojō. Si pensa che questa sia una modifica successiva.

## Finalità della compilazione
La prima ipotesi è che Hironari abbia scritto questo testo per chiarire la storia e presentare una petizione per il clan Imbe, nonché per sostenere l'ingiustizia del clan Nakatomi e il declino del clan Imbe. L'ipotesi attualmente prevalente è che si tratti di un rapporto del clan Imbe in risposta a un'indagine preliminare condotta dalla Corte imperiale per la definizione della legislazione (Zōshiki).

### Teoria della petizione
In origine, il clan Imbe era il clan responsabile dei rituali della corte imperiale. Tuttavia, dopo la riforma Taika, il clan Nakatomi, anch'esso responsabile dei rituali, acquisì potere politico e solo il clan Nakatomi ricoprì incarichi relativi ai rituali. Questo libro fu probabilmente scritto per ripristinare la legittimità del clan Imbe.

### Rapporto per la corte imperiale
Ci fu una lunga disputa tra i clan Imbe e Nakatomi su chi avrebbe assunto il posto di Hoheishi (messaggero imperiale a un santuario) presso il Grande Santuario di Ise. Il 10 agosto 806 fu emessa una sentenza a favore del clan Imbe. Fu dopo la sentenza che questo libro fu presentato alla corte imperiale il 13 febbraio 807. Sarebbe strano che il clan Imbe presentasse una petizione dopo aver vinto la causa, la teoria che il libro fosse stato scritto allo scopo di lamentarsi e presentare una petizione non è convincente.
L'imperatore Heizei, l'imperatore dell'epoca, aveva una politica di istituzione di cerimonie (regole per l'attuazione del Ritsuryō). La postfazione di questo libro include una descrizione di Zōshiki-no-toshi ("l'anno in cui furono stabiliti i regolamenti"), secondo cui i Kōnin-shiki (regolamenti dell'era Kōnin) furono completati 14 anni dopo, nell'aprile dell'820 (l'11º anno di regno dell'imperatore Saga). Questo fa pensare che questo libro fosse un rapporto presentato alla corte imperiale, che aveva condotto indagini per stabilire norme di applicazione per lo Zōshiki. Nello stesso periodo il Santuario di Ise jingu presentò l'Enryakugishikichō (Libro dei riti dell'era Enryaku). Si dice che anche questo sia stato parte della ricerca preliminare in preparazione dello Zōshiki e si dice che sia sulla stessa linea del Kogo Shūi.

## Contenuto
- Introduzione
- Testo principale
  - Antiche tradizioni dell'età degli dei
  - Tradizioni antiche dall'imperatore Jinmu  in poi
  - Undici sezioni mancanti delle antiche tradizioni
  - Antiche tradizioni del rituale Toshigami
- Le conseguenze della creazione dei cieli e della terra

Il libro copre il periodo che va dalla creazione del mondo al periodo Tenpyō (729 - 749). Include anche tradizioni tramandate dal clan Imbe che non si trovano nel Kojiki, nel Nihon shoki e in altri libri storici.
Poiché si diceva che il clan Imbe discendesse da Ame-no-Futodama-no-Mikoto, un dio che servì Amaterasu Omikami, questo libro contiene più storie delle divinità ancestrali del clan Imbe, tra cui Futodama, rispetto a Kojiki e Nihonshoki. Ad esempio, quando Amaterasu Omikami si nascose in Amano iwa to (天岩戸?, letteralmente "la caverna rocciosa del paradiso"), Ame-no-Futodama-no-Mikoto ebbe un ruolo centrale.

## Valore
Questo libro è stato citato e utilizzato in letteratura storica e nella letteratura shintoista di Ise, a indicare la sua importanza come scrittura shintoista.
Dall'età moderna in poi, Tsuda Yokichi nel 1928 lo valutò come "un documento storico al tempo della sua scrittura, ma non ha valore come documento storico per conoscere ciò che è accaduto prima di Kojiki e Nihonshoki".
Finora, questo libro è stato considerato di minore importanza rispetto al Kojiki e al Nihonsyoki ma ora è in fase di rivalutazione.
Linguisticamente, il testo contiene un gran numero di vecchie parole scritte in man'yōgana che lo rendono una risorsa preziosa per lo studio del giapponese antico.